# Milan Silva
Milan Silva (født 1977 i Danmark) er en dansk MMA-udøver, der konkurrerer i Weltervægt-klassen. Han har siden 2015 opbygget en amatørrekordliste med 8 sejre og 2 nederlag.
Silva debuterer som professionel mod svenske Matthias Freyschuss til Danish MMA Night den 9. juni 2018 i Brøndbyhallen i København.

## MMA-karriere

### Tidlige karriere
Han startede i Hvidovre Judoklub, hvor han blev undervist af sin far i judo. Hurtigt efter skiftede han til Brøndby Judoklub. Som 18-årig skiftede han til Politiets Judoklub, hvor han i en del år kæmpede på Politiets Judoklubs hold i 1. division og var med til at vinde flere danske mesterskaber. I 2007 begyndte han at træne Brasiliansk Jiu-jitsu i CSA. Siden 2010 har han trænet mest MMA, samtidig med at han også har konkurreret i Brasiliansk Jiu-jitsu og submission wrestling. Fra 2015 og til 2018 var han aktiv som amatør MMA-kæmper hvor han kæmpede 10 kampe med 8 sejre og 2 nederlag.

## Privatliv
Milan er bosiddende på Frederiksberg, hvor han bor med sin kone Stine og hans tre børn. Alle tre børn er aktive indenfor kampsport (primært Judo og Brasiliansk Jiu-jitsu). Ved siden af kampsportskarrieren arbejder Milan som intern revisor i en dansk finansiel virksomhed.

## Ekstern henvisning
- Milan Silva hos Sherdog (engelsk)